# Wanted: An Heir
Wanted: An Heir è un cortometraggio muto del 1914 diretto da Marshall Neilan. Il regista appare anche tra gli attori, insieme a Ruth Roland e John E. Brennan.
Il film venne prodotto dalla Kalem Company e distribuito dalla General Film Company, che lo fece uscire nelle sale degli Stati Uniti il 17 luglio 1914.